# Automobilklub Śląski
Automobilklub Śląski – stowarzyszenie powstałe w 1924 roku. Jest organizacją społeczną powołaną w celu popularyzowania sportu i turystyki motorowej, podnoszenia kultury motoryzacyjnej i bezpieczeństwa ruchu drogowego.

## Historia
Zebranie organizacyjne, na którym powołano Śląski Klub Automobilowy (później przemianowany na Automobilklub Śląski) miało miejsce w marcu 1924 r. w ówczesnej sali obrad Sejmu Śląskiego. Od początku istnienia Klubu do ostatnich wyborów w kwietniu 1939 r. jego prezesem był Marszałek Sejmu Śląskiego Konstanty Wolny (mimo iż początkowo nie posiadał prywatnego samochodu ani nawet prawa jazdy). Automobilklub Śląski był organizacją autonomiczną, afiliowaną jednak przy Automobilklubie Polskim.
Automobilklub był początkowo organizacją elitarną. Wśród jego założycieli były 123 osoby, jednak liczba członków w 1926 r. wzrosła do 190, a w 1937 – do 700 osób.
Siedziba władz Automobilklubu znajduje się obecnie w Katowicach, przy ulicy Stanisława 4. Automobilklub Śląski prowadzi m.in. Muzeum Pojazdów Zabytkowych w Zabrzu.